# Хлорпірифос
Хлорпірифос (О,О-Диетил-О-3,5,6-трихлор-2-піридилфосфоротіоат, C9H11Cl3NO3PS) — діюча речовина багатьох розповсюджених інсектицидів широкого спектра дії. Хлорпірифос (ХПФ) є фосфорорганічним інсектицидом, який широко використовується в побуті, сільському господарстві та промисловості протягом останніх 40 років  приблизно в 100 країнах світу. Незважаючи на нещодавно введені істотні обмеження його застосування в домашніх умовах у низці країн (США, 2001; Європейський Союз, 2003), ХПФ залишається дуже широко вживаним пестицидом. Цей агент використовується для знищення широкого спектра шкідливих комах і кліщів; водночас він демонструє помітну токсичність для більшості видів інших тварин і людини.

## Дія на організм людини
Викликає дифузне ураження нейронів ЦНС. Він належить до токсикантів — агоністів, що діють на специфічні рецептори, а саме — на холінорецептори.Як і всі фосфорорганічні сполуки, ХПФ впливає на нервову систему, інгібуючи ацетилхолінестеразу (АХЕ). Крім того, в організмі ссавців він перетворюється в ХПФ-оксон, який більш ніж в 3000 разів активніший щодо нервової системи, ніж сам ХПФ. Як з'ясувалось останнім часом, дія цього пестициду на АХЕ є далеко не єдиним механізмом його токсичності. Є дані, що ХПФ негативно впливає на розвиток мозку ссавців, оскільки ефекти цього агента щодо холінергічної передачі в ЦНС комбінуються із впливом на внутрішньоклітинні сигнальні каскади, задіяні в диференціювання клітин. Одним із механізмів може бути здатність фосфорорганічних сполук викликати оксидаційний стрес, що призводить до утворення вільних радикалів.